# Taravadee Naraphornrapat
Taravadee Naraphornrapat (Thai: ธาราวดี นาราพรลภัส; * 5. Juni 1994 in Bangkok) ist eine thailändische Beachvolleyballspielerin.

## Karriere
Mit ihrer ersten Beachpartnerin Rumpaipruet Numwong erreichte Naraphornrapat auf der FIVB World Tour 2018 einige Achtungserfolge wie einen 25. Platz beim 4-Sterne-Turnier in Den Haag oder zwei jeweils neunte Ränge bei den 3-Sterne-Events in Haiyang und Tokio. Bei der Asienmeisterschaft im gleichen Jahr trat die Sportlerin aus Bangkok zum ersten Mal mit Varapatsorn Radarong an, ein fünfter Platz war das Ergebnis. Nach weiteren kleinen Erfolgserlebnissen gelang der Thailänderin mit ihrer neuen Partnerin Worapeerachayakorn Kongphopsarutawadee ihr bis dahin größter Erfolg mit dem Gewinn der Asienmeisterschaft am 23. November 2021. Durch gemeinsame und auch mit anderen Partnerinnen erzielte Punkte qualifizierten sich die beiden Athletinnen für die Beachvolleyball-WM 2022 in Rom. Mit zwei Satzgewinnen in den Poolspielen und einem kampflosen Sieg wegen der Verletzung einer Gegnerin erreichten Worapeerachayakorn/Naraphornrapat die Hauptrunde der WM, verloren dort aber knapp gegen die Kanadierinnen Bukovec/Wilkerson in drei Sätzen und belegten somit in der Endabrechnung den geteilten 17. Platz. Im Oktober 2022 erreichten sie bei den Challenge-Turnieren der World Beach Pro Tour auf den Malediven und in Dubai die Plätze fünf, vier und drei.